# Киселет (Калараш)
Киселет (рум. Chiselet) насеље је у Румунији у округу Калараш у општини Киселет. Oпштина се налази на надморској висини од 24 m.

## Становништво
Према подацима из 2002. године у насељу је живело 3583 становника.

### Попис2002.
| Расподела становништва по националности 2002.‍ | Расподела становништва по националности 2002.‍ | Расподела становништва по националности 2002.‍ | Расподела становништва по националности 2002.‍ | Расподела становништва по националности 2002.‍ |
| --------------------------------------------- | --------------------------------------------- | --------------------------------------------- | --------------------------------------------- | --------------------------------------------- |
|                                               |                                               |                                               |                                               |                                               |
| Румуни                                        | Румуни                                        |                                               | 3.442                                         | 96,1%                                         |
| Роми                                          | Роми                                          |                                               | 141                                           | 3,9%                                          |